# メキシコ広場

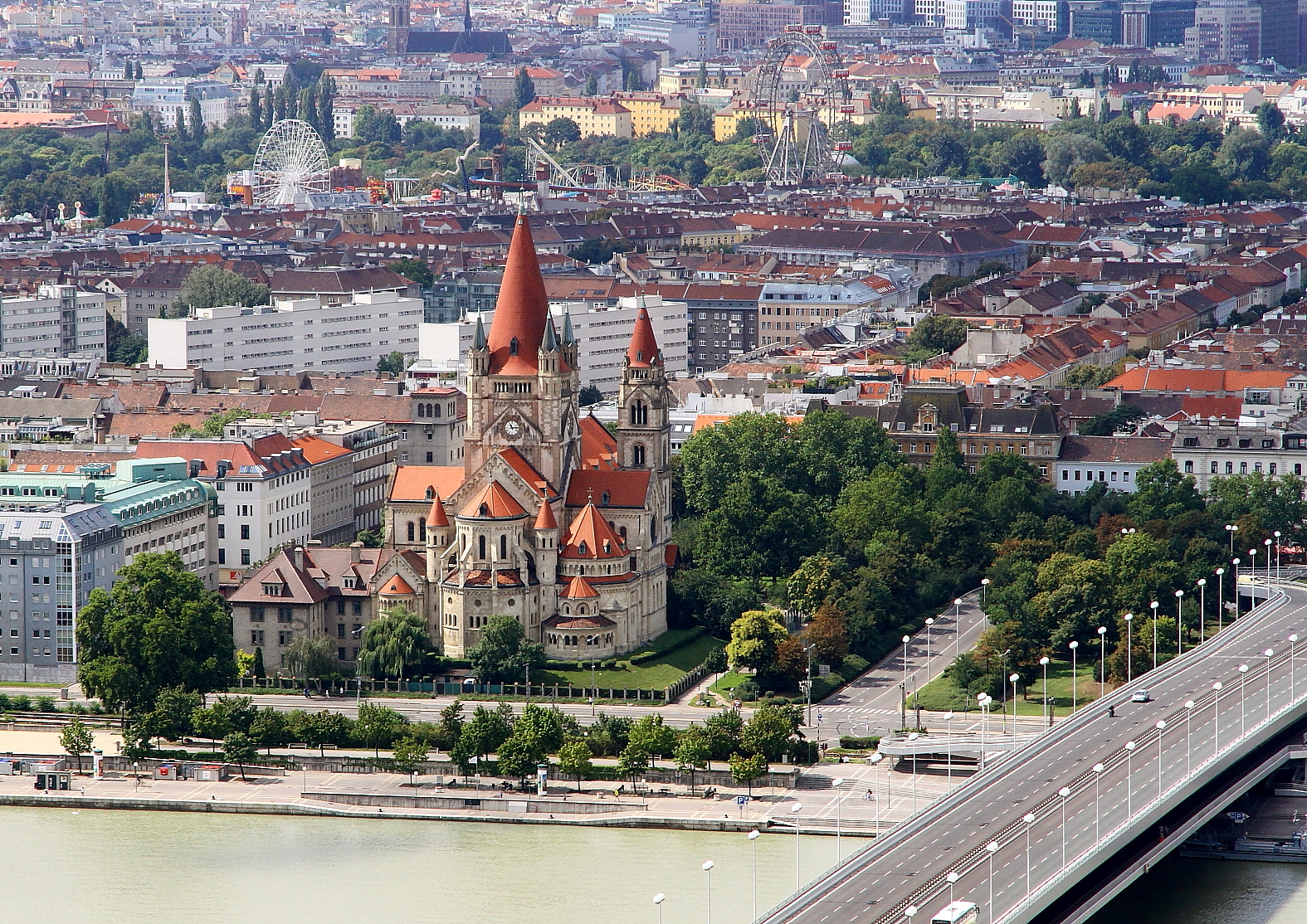
メキシコ広場とアッシジの聖フランチェスコ教会

メキシコ広場（ドイツ語: Mexikoplatz）は、オーストリアのウィーンにある広場である。ドナウ川沿いにあり、南側にアッシジの聖フランチェスコ教会が建っている。広場名の由来はナチス・ドイツによるオーストリア併合のときに、世界で唯一メキシコが抗議を表明したことを顕彰したことから。